# 锡兰榄
錫蘭橄欖，又名鋸葉杜英、小葉橄欖，为杜英科杜英属下的一个种。

## 形态
单叶互生，长椭圆形、革质、疏锯齿缘、浓绿光滑。总状花序腋生或顶生，花淡黄色。核果卵形，形似橄榄，成熟后暗绿色。